# Microsoft Visual C++
Microsoft Visual C++ (MSVC) — компилятор для приложений на языках C и C++, разработанный корпорацией Microsoft. Первоначально MSVC выпускался как отдельный продукт с собственной политикой лицензирования, позднее он вошёл в пакет Visual Studio и мог распространяться в некоторых редакциях как бесплатное ПО.
MSVC содержит в себе набор утилит для разработки и отладки кода C++, нацеленного создания приложений для Windows API, DirectX и .NET.
Предшественник Visual C++ назывался Microsoft C/C++. Также были Microsoft QuickC 2.5 и Microsoft QuickC для Windows 1.0.